# أرجمون مكسيكي
أرجمون مكسيكي أو تشميزج أو خشخاش شائك مكسيكي أو أرجيمون (الاسم العلمي:Argemone mexicana) هو نوع من النباتات يتبع جنس الأرجمون من الفصيلة الخشخاشية.
ينتج عن استخدام زيوت الطعام المغشوشة بزيت بذور الأرجمون المكسيكي حالة تسمم تسمى الخزب الوبائي.